# Aloísio Pires Alves
Aloísio Pires Alves, mais conhecido simplesmente como Aloísio (Pelotas, 16 de agosto 1963), é um ex-futebolista brasileiro, que atuava como zagueiro.
É o terceiro jogador com mais partidas na história do FC Porto.

## Carreira
Revelado pelo Brasil de Pelotas, o zagueiro foi aos 18 anos para os juniores do Internacional, contratado por 3 milhões de cruzeiros em 1981.
Começou a carreira profissional pelo Internacional, onde formou duplas ao lado de Mauro Galvão e Pinga. Depois da saída de Mauro Galvão em 86 e a grave lesão de Pinga em 87, serviu de referência para os jovens Laércio e Nenê.
Em 1983, foi Campeão Mundial sub-20 com a Seleção Brasileira.
Ajudou o Inter a chegar na decisão da Copa União de 1987, quando o Colorado perdeu a decisão para o Flamengo. Neste Campeonato, ganhou a Bola de Prata como um dos melhores zagueiros do torneio.
Foi medalha de prata na Olimpíada de Seul, em 1988.
Ficou no Inter até 1988.

### FC Barcelona
Em setembro de 1988, foi contratado pelo clube espanhol FC Barcelona, onde foi comandado pelo holandês Johan Cruyff.
Foi o primeiro jogador negro a usar a braçadeira de capitão do clube, na vitória catalã por 3 a 2 contra o Racing Santander no Camp Nou, em partida válida pelas oitavas de final da Copa do Rei na temporada 1988-1989.
Apesar de ainda ter contrato por mais dois anos, Aloísio deixou o Barcelona no meio de 1990. Ao todo, atuou em 68 partidas oficiais pelo clube.

### FC Porto
Transferiu-se para o FC Porto de Portugal.
Foi o jogador mais utilizado no ciclo do 'penta', nos anos 90.
Jogou no clube português por 11 temporadas, até 2001, atuando em 332 partidas, marcando 11 gols e conquistando 13 títulos (7 só do Campeonato Português).
Assim que deixou os gramados, decidiu seguir a carreira de auxiliar técnico. Virou auxiliar técnico de José Mourinho e comandou o time B. Juntos, eles venceram o Português, a Copa da Uefa e a Champions League de 2004.
Depois, arriscou-se como dirigente de futebol, quando trabalhou como diretor no Gil Vicente.

## Títulos
Internacional
- Campeonato Gaúcho 1983 e 1984
- Torneio Heleno Nunes 1984

Barcelona
- Taça dos Clubes Vencedores de Taças 1988–89
- Copa Rey 1989–90

Porto
- Primeira Liga 1991–92, 1992–93, 1994–95, 1995–96, 1996–97, 1997–98, 1998–99
- Taça de Portugal 1990–91, 1993–94, 1997–98, 1999–2000, 2000–01.
- Supertaça 1990, 1991, 1993, 1994, 1996, 1998, 1999.

Seleção Brasileira
- Torneio Bicentenário da Austrália: 1988
- Medalha de Prata nos Jogos Olímpicos:1988
- Medalha de Ouro nos Jogos Pan-Americanos: 1987

### Prêmios individuais
- Bola de Prata da revista Placar: 1987